# Страховий тариф
Страховий тариф — ставка страхового внеску з одиниці страхової суми за визначений період страхування. 
Страховий тариф при добровільній формі страхування розраховується страховиком актуарно на підставі відповідної статистики настання страхових випадків, а за договорами страхування життя — також з урахуванням величини інвестиційного доходу, яка повинна зазначатися у договорі. Розмір страхового тарифу визначається за згодою сторін. 